# Хијерокле (стоик)
Хијерокле (стгрч. ΙεροκληςΙεροκλης;  2. век ) - стоички филозоф. Аулус Гелије га описује као „озбиљног и праведног човека“.
Хијерокле је познат по својој књизи Елементи етике (грч. Ηθικη στοιχειωσις), чији је део пронађен на фрагменту папируса у Хермополису 1901. године. Пронађени извод говори о аспектима самоперцепције. Стобеј је сачувао неколико других одломака из Хијероклових дела. Најпознатији одломак описује стоички космополитизам у моделу концентричног круга.
Хијерокле испитује етичка питања са практичне тачке гледишта. Попут Епиктета и Мусонија, он се не бави строгом таксономијом и не користи теолошко-антрополошке принципе у свом расуђивању.